# Elena Delle Donne
Elena Delle Donne (Wilmington, 5 september 1989) is een Amerikaans basketbalspeelster. Zij won met het Amerikaans basketbalteam de gouden medaille tijdens de Olympische Zomerspelen 2016. Ook won ze met het nationale team in 2018 het Wereldkampioenschap basketbal.
Delle Donne speelde voor het team van de University of Delaware, voordat zij in 2013 haar WNBA-debuut maakte bij de Chicago Sky. In 2019 won ze het WNBA-kampioenschap. In totaal heeft ze 8 seizoenen in de WNBA gespeeld.
Tijdens de Olympische Zomerspelen 2016 in Rio de Janeiro won ze voor het eerst olympisch goud door  Spanje te verslaan in de finale. In totaal speelde ze 7 wedstrijden tijdens de Olympische Spelen en wist alle wedstrijden te winnen.
2 Myisha Hines-Allen · 
5 Kiara Leslie · 
6 Kim Mestdagh · 
7 Ariel Atkins · 
11 Elena Delle Donne · 
15 Natasha Cloud · 
20 Kristi Toliver · 
21 Tianna Hawkins · 
23 Aerial Powers · 
30 LaToya Sanders · 
32 Shatori Walker-Kimbrough · 
33 Emma Meesseman · 
Coach Mike Thibault